# Péter Forgács (Medienkünstler)

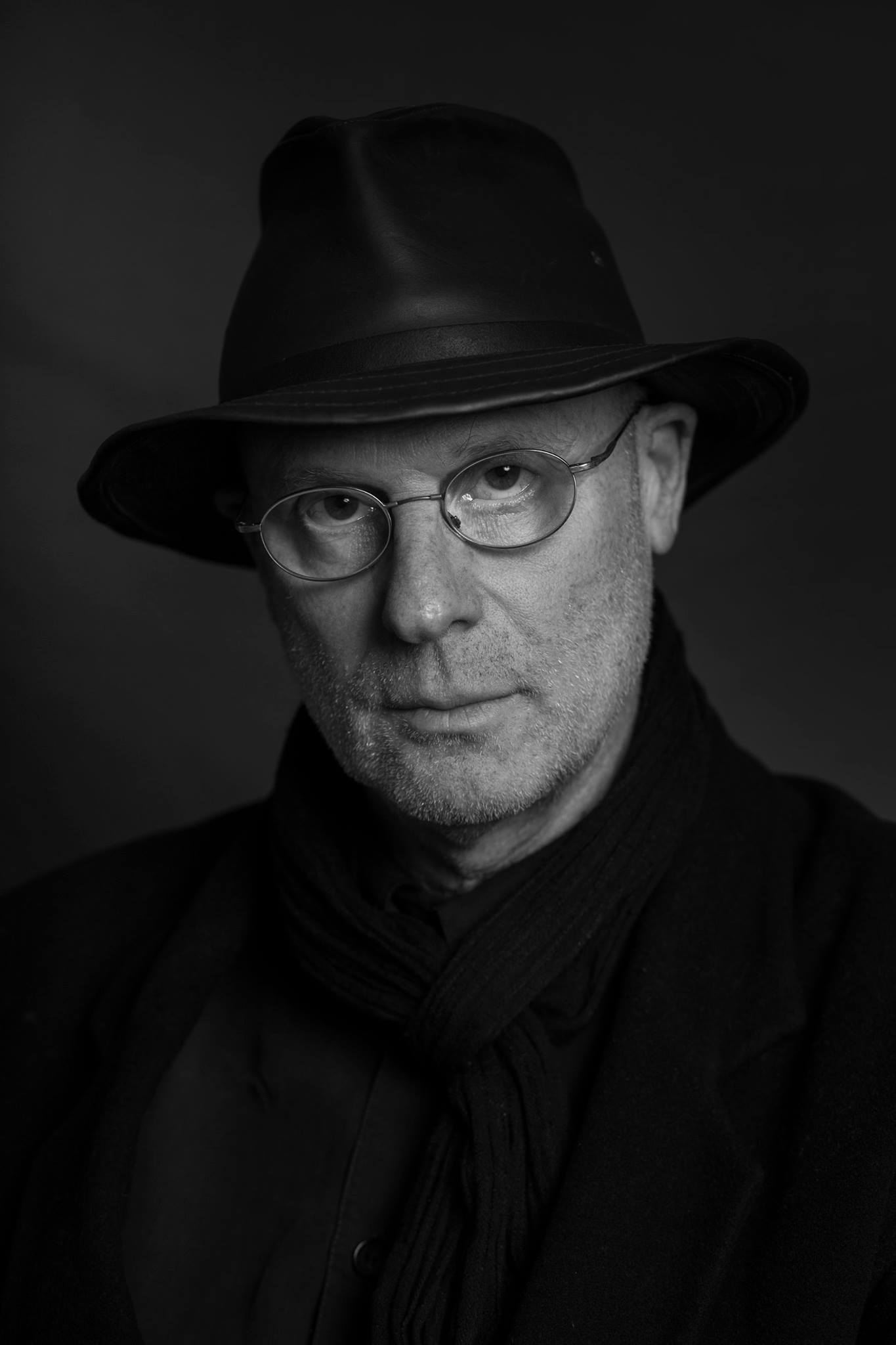
Péter Forgács

Péter Forgács (* 10. Oktober 1950 in Budapest, Ungarn) ist ein ungarischer Medienkünstler und Filmemacher.

## Leben
Seit 1978 realisierte er über 30 Filme und einige Medieninstallationen. Bekannt wurde er vor allem durch seine Filme und Installationen der Private-Hungary-Serie. Im Jahr 2002 zeigte das Getty Research Institute die Ausstellung The Danube Exodus: Rippling Currents of the River. Sein internationales Debüt gab er mit The Bartos Family (1988), der beim World Wide Video Festival in Den Haag (1990) mit dem Grand Prix ausgezeichnet wurde. 2007 erhielt er den Erasmuspreis für außerordentlich wichtige Beiträge im kulturellen, sozialen oder sozialwissenschaftlichen Bereich. Er lebt in Budapest. Auf der Biennale in Venedig war er 2009 im ungarischen Pavillon mit einer Videoinstallation beteiligt.

## Filmografie (Auswahl)
Als Regisseur oder Drehbuchautor war Forgács beteiligt:
| - 1978: I See That I Look - 1985: Golden Age video - 1985: Iron Age - 1985: Spinoza Rückwertz - 1986: The Portrait of Leopold Szondi - 1987: Episodes from the Life of Professor M.F. - 1988: The Bartos Family - Private Hungary 1 - 1989: Dusi & Jenõ - Private Hungary 2 - 1989: Either - Or - Private Hungary 3 - 1990: The Diary of Mr. N. - Private Hungary 4 - 1991: Márai Herbal - INTERLUDE series - 1991: D-FILM - Private Hungary 5 - 1991: Photographed by László Dudás - Private Hungary 6 - 1991: Arizona diary - with poet György Petri | - 1992: Wittgenstein Tractatus - INTERLUDE series - 1992: Bourgeoisie Dictionary - Private Hungary 7 - 1993: Culture Shavings - 1993: Simply Happy - with Albert Wulffers - 1993: Conversations on Psychoanalysis - documentary series 5/5 - 1. Freud & Vienna - 2. Sándor Ferenczi & the Budapest School of Psychoanalysis - 3. The Psychoanalytic View of Man - 4. Psychoanalysis & Society - 5. Psychoanalysis as Therapy - 1994: Hungarian Totem (video - 26min) - 1994: The Notes of a Lady - Private Hungary 8 - 1994: Meanwhile Somewhere 1940-43... - 1996: The Land of Nothing - Private Hungary 9 | - 1996: Pauer Pseudo - 1996: Free Fall - Private Hungary 10 - 1997: Class Lot - Private Hungary 11 - 1997: Kádár’s Kiss - Private Hungary 12 - 1997: The Maelstrom - A Family Chronic - 1998: The Danube Exodus - 1999: Angelos’ Film - 2001: A Bibó Reader - Private Hungary 13 - 2002: The Bishop’s Garden - Private Hungary 14 - 2003: Der Kaiser auf dem Spaziergang - light & image project - 2003: Do you really love me? The HungAryan installation - 2004: Mutual Analysis - 2005: El Perro Negro - 2006: Miss Universe 1929 – Lisl Goldarbeiter. A Queen in Wien - 2008: I am von Höfler - Variation on Werther 160 min. - Private Hungary 14 - 2008: Der eigene Tod - film. 118 min - 2011: German Unity@Balaton. Honigland |

## Werke in Sammlungen
- Museum of Modern Art, New York, USA
- Centre Georges Pompidou, Paris, Frankreich
- Pacific Film Archives, Berkeley, USA
- Hungarian National Gallery, Budapest, Ungarn